# Białykał
Białykał (prononciation : [bjaˈwɨkau̯]) est un village polonais de la gmina de Pakosław dans le powiat de Rawicz de la voïvodie de Grande-Pologne dans le centre-ouest de la Pologne.
Il se situe à environ 6 kilomètres au sud de Pakosław (siège de la gmina), à 15 kilomètres au sud-est de Rawicz (siège du powiat) et à 95 kilomètres au sud de Poznań (capitale régionale).
Le village possédait une population approximative de 150 habitants.

## Histoire
De 1975 à 1998, le village faisait partie du territoire de la voïvodie de Leszno.

Depuis 1999, Białykał est situé dans la voïvodie de Grande-Pologne.